# Shuizhai Xiang
Shuizhai Xiang (kinesiska: 水寨, 水寨乡) är en socken i Kina. Den ligger i provinsen Yunnan, i den sydvästra delen av landet, omkring 340 kilometer väster om provinshuvudstaden Kunming. Antalet invånare är 14 453. Befolkningen består av 7 005 kvinnor och 7 448 män. Barn under 15 år utgör 18,0 %, vuxna 15-64 år 70 %, och äldre över 65 år 10,0 %.
Genomsnittlig årsnederbörd är 1 054 millimeter. Den regnigaste månaden är juli, med i genomsnitt 311 mm nederbörd, och den torraste är januari, med 6 mm nederbörd.